# Liberiictis kuhni
La mangusta liberiana (Liberiictis kuhni) è una mangusta che è stata scoperta nell'omonimo paese nel 1958. Sappiamo poco su questa specie, ad eccezione dei resoconti degli indigeni del luogo. Si dice che quest'animale viva in piccoli gruppi e si nutra di lombrichi e di vari altri insetti. L'esatta distribuzione è sconosciuta, ma dovrebbe estendersi dalla Sierra Leone fino alla Costa d'Avorio. Gli avvistamenti confermati, però, sono ristretti solamente alle foreste della Liberia e al Parco Nazionale di Tai in Costa d'Avorio. Un esemplare vivo è stato esposto allo zoo di Toronto, ma la guerra civile in Liberia ha impedito studi più accurati. A causa del suo areale limitato e della caccia intensiva a cui è sottoposta, la mangusta liberiana è considerata minacciata.